# Mary Read
Mary Read (Londres, 1690 – Jamaica, abril de 1721) foi uma pirata inglesa.

## Biografia
Mary Read nasceu na Inglaterra e era a filha ilegítima da viúva de um Capitão do mar chamado James Kid. A mãe de Read começou a disfarçar Mary de garoto após a morte do irmão mais velho e legítimo de Mary. Isto foi feito para que ela continuasse a ganhar suporte financeiro de sua sogra. Read viveu de herança em sua adolescência. Aos 13 anos foi empregada como pajem de uma rica senhora francesa, mas rapidamente fugiu e embarcou num navio de guerra, e mais tarde combateu na Flandres na infantaria, mostrando grande ferocidade.
Depois alistou-se na cavalaria onde se apaixonou por um soldado. Quando ela confessou a esse homem que era uma mulher, eles casaram-se e compraram uma taverna, chamada de "The Three Horseshoes" (As Três Ferraduras), local próximo a castelo Breda, na Holanda.
O marido dela morreu precocemente, e mais uma vez Mary se vestiu como um homem. Entrou para o exército, mas como falhou, embarcou para as Índias Ocidentais.
Mary também apaixonou-se por um marinheiro Bartholomew Roberts que havia recentemente assinado o código de conduta do navio. Eles casaram-se, mas pouco tempo depois a tripulação foi feita prisioneira. A tripulação foi condenada à forca em St. Jago de la Veja na Jamaica, a 18 de Novembro de 1720. Mary não sofreu com o carrasco pois morrera algumas semanas antes de febre logo um dia depois do parto de uma criança de Bart Roberts que não sobreviveu ao nascimento.
Enquanto navegava, o seu navio foi atacado pelo capitão Jack Rackham, também conhecido como Calico Jack. Na tripulação desse navio existia outra mulher, Anne Bonny. Anne viu um jovem marinheiro entre a tripulação do navio atacado e gostou do jovem. Mais tarde esse jovem, que era Mary confessou a Anne que também era uma mulher, pouco antes de iniciarem seu caso as espreitas. Mary decidiu que deveria ser melhor entrar para essa tripulação pirata e tornou-se num deles. Pois Calico Jack era um pirata com grande sucesso nas Índias Ocidentais e dirigiu sua tripulação na captura de vários navios.